# 重婚
重婚（じゅうこん）とは、既に配偶者のある者が他の者と重ねて結婚をすること。

## 日本法における重婚

### 民法
民法は「配偶者のある者は、重ねて婚姻をすることができない」（民法732条）とし、重婚を不適法な婚姻として取り消しうるものとする（民法744条）。
本条の立法趣旨は一夫一婦制であり、実質上の一夫一婦制をも志向するものとされるが、本条の「重婚」は法律婚が重複して成立する場合に限られる。法律上の婚姻と事実婚（内縁）の重複は本条で禁止される重婚ではない（重婚的内縁）。
日本では届出による法律婚主義がとられ（民法739条）、配偶者のある者が重ねて婚姻の届出をし、戸籍事務処理上の過誤を生じて受理された場合など極めて例外的に生じるにすぎない。
重婚が生じる場合として以下の例が挙げられている。
- 戸籍事務上の過誤により二重に届出が受理された場合
- 後婚の成立後に前婚の離婚が無効あるいは取り消された場合
- 失踪宣告を受けた者の配偶者が再婚した後に失踪宣告が取り消された場合
- 認定死亡あるいは戦死公報による婚姻解消ののち残存配偶者が再婚した後に前の配偶者が生還した場合
- 失踪宣告を受けた者が実は生存していて他所で婚姻した後に失踪宣告が取り消された場合
- 内地と外地とでそれぞれ婚姻した場合

重婚状態になった場合、通説によれば後婚については取消原因（民法732条・民法744条）を生じ、前婚については離婚原因（民法770条）の成立が問題となる。ただし、前婚・後婚のどちらについても離婚協議が成立せず、さらに請求権者（後婚の両当事者およびその親族、前婚の配偶者、検察官）からの取り消しが行われない場合は、地方自治体が職権で重婚を解消することはできず、戸籍上も配偶者が複数人記載されたままとなる。
なお、当事者が悪意の場合（婚姻する相手方が配偶者のある者であることを知っていた場合）には、刑法上の故意が認められ後述の重婚罪を構成し処罰されることになる。
重婚禁止の民法規定は1898年（明治31年）に導入された。同時に戸籍法の改正が行われ、それまで戸籍に記載されていた「妾」に関する記述が削除されることになった。

### 刑法
配偶者のある者が重ねて婚姻したときは刑法上の重婚罪を構成する（刑法184条前段）。本罪の保護法益は一夫一婦制であり、民法上の重婚の禁止を刑法において担保するものとされる。重婚罪の法定刑は2年以下の懲役である（刑法184条前段）。
本罪の主体は配偶者のある者および相手方となって婚姻した者である（刑法184条）。「配偶者のある者」は法律上の婚姻関係（法律婚）のある者に限られる（通説）。事実上の婚姻をも含むとすれば処罰範囲が曖昧になるためである。また、本罪は故意犯（刑法38条1項前段参照）であるから、法律婚の重複が例外的に生ずるようなケースにおいても、通常は故意が阻却され重婚罪は成立しない（上記民法の配偶者失踪の事例など）。
相手方となって婚姻した者も同様に処罰されるが（刑法184条後段）、故意犯である以上（刑法38条1項前段参照）、配偶者のある者であることを知りつつ婚姻したことを要する。なお、重婚の相手方については配偶者のある者である必要はない。
本罪の行為は重ねて婚姻することであるが、法律婚の重複に限られるため、重婚罪が成立するのは極めて例外的なケースに限定される。
事例として取り上げられるものに、「現在の婚姻関係を虚偽の離婚届により解消し、独身となった後に別の相手との婚姻届を提出する」というものがある。虚偽の届け出によるものであるから、離婚届は無効であり婚姻関係は継続しており、その状態で別の婚姻関係が成立すれば重婚罪が構成される（名古屋高判昭和36年11月8日高刑集14巻8号563頁）。
国際化の進展にともなって、多重国籍や婚姻関係を結ぶ双方の国籍の相違により、重婚のリスクは高まっている。

## 世界における重婚
世界では、配偶者が事情を承知のうえであれば、重婚（一夫多妻制）を法的に認めている国もある。
イスラム教の一部国家では、イスラム法に基づき、1人の夫が最大4人の妻を持つことができる。ただし、妻子を養う収入がなければ認められない、妻は対等に扱わなければならない等の条件が課される。
イスラム教シーア派など一部には、婚姻期間と婚資を条件とする期間限定の婚姻契約一時婚（ムトア）という制度がある。これはイスラームの他の契約と同様に申出と受諾が必要であり、数時間、数日間、数年間など明確に期間を設定し、婚資の額も明確に設定する。男性は契約期間の相手の女性の性の使用権を得て、女性は婚資を受け取る。ムハンマドのハディースによってコーランの記述が破棄できるか否かについて、コーラン解釈学の方法論の一つナスフ（破棄）による解釈の違いによって、シーア派には一時婚があるが、スンナ派では禁止されている。スンナ派は一時婚を売春と見なしているため、宗派対立の一因となっている。
南アフリカの大統領を務めたジェイコブ・ズマは、「一夫多妻の慣習がある部族に限り、一夫多妻は合法」との国法により、3人の妻を持っている。
反対にキリスト教においては、イエス・キリストが「1人の男子と1人の女子が結婚して一体となることが神が定めたもうた秩序である」ことを公言し、そのことが『新約聖書』（マタイ伝19：4-6及びマルコ伝10：5-9、ルカ伝16：18）に明記されたことにより、キリスト教会では一夫一妻制以外での婚姻・性的関係は認めていないため、ヨーロッパなどのキリスト教国家では重婚は神に背く行為と認識されている。
これらの国々では重婚は違法であり、このことが明治以降の日本の民法における重婚の禁止や刑法における重婚罪の制定に大きく影響している。